# Liste der Flüsse in der Republik Moldau
Die Liste der Flüsse in der Republik Moldau enthält eine Auswahl der Fließgewässer in der Republik Moldau.

## Längste Flüsse
Diese Liste enthält alle Flüsse, die innerhalb Moldaus über 100 km lang sind.
| Name     | Flusslänge Moldau | Flusslänge total |
| -------- | ----------------- | ---------------- |
| Dnister  | 657               | 1352             |
| Pruth    | 695               | 967              |
| Răut     | 286               | —                |
| Kohylnyk | 125               | 243              |
| Bîc      | 155               | —                |
| Botna    | 152               | —                |
| Jalpuch  | 135               | 142              |
| Cubolta  | 103               | —                |
| Ichel    | 101               | —                |

## Alphabetisch

### A
Alcalia

### B
Babei, Bîc, Botna

### C
Cahul, Căinari, Căldărușa, Camenca (Dnister), Camenca (Pruth), Camenca (Răut), Camencuța, Caplani, Ceaga, Chirghiș-Chitai, Ciuhur, Ciulucul Mare, Ciulucul Mic, Ciulucul de Mijloc, Copăceanca, Copceac, Cubolta

### D
Delia, Dnister, Donau, Draghiște

### G
Gealair, Glodeanca

### I
Ichel, Ișnovăț

### J
Jalpuch

### K
Kohylnyk, Kuchurhan

### L
Lăpușna, Larga, Lopatnic

### M
Molochiș

### N
Nârnova

### P
Pruth

### R
Racovăț, Răut, Răuțel, Rîbnița

### S
Saca, Sărata (Pruth), Sărata (Schwarzes Meer), Schinoasa, Șovățul Mare, Șovățul Mic

### T
Tigheci

### V
Valea Halmagei

### Y
Yahorlyk